# Bart Van Zundert
Pour les articles homonymes, voir Zundert (homonymie).
Bart Van Zundert est un footballeur belge né le 30 novembre 1980 à  Merksem (Belgique).
Formé au KFC Germinal Beerschot, il évolue comme défenseur au Royal Cappellen Football Club depuis juillet 2011.